# Středolesí
Středolesí (deutsch Mittelwald) ist ein Gemeindeteil von Hranice na Moravě (deutsch Mährisch Weißkirchen) im Bezirk Přerov in Tschechien.
Mittelwald im Bodenstädter Ländchen liegt circa vier Kilometer nordwestlich von Mährisch Weißkirchen und ist über die Landstraße 44025 zu erreichen.

## Geschichte
Nach dem Münchner Abkommen im September 1938 wurde Mittelwald dem Deutschen Reich zugeschlagen und gehörte bis 1945 zum Landkreis Bärn.
Die deutschen Bewohner wurden 1945 enteignet und größtenteils vertrieben.

## Sehenswürdigkeiten

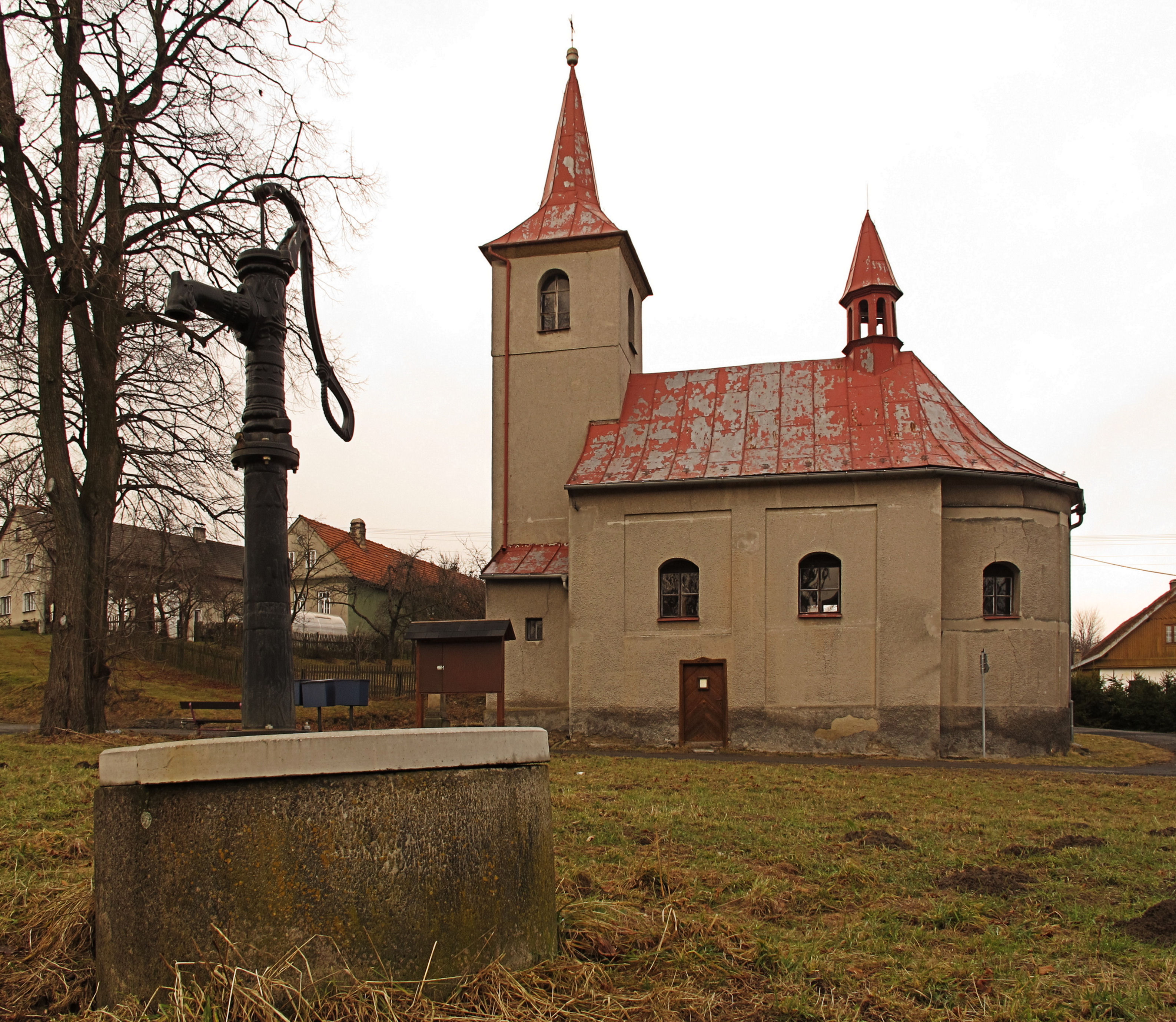
Kirche in Mittelwald

- Kirche